# 22世紀
22世紀（にじゅうにせいき）とは、西暦2101年から西暦2200年までの100年間を指す世紀。
この項目では、国際的な視点に基づいて記述する。

## 予定・予測される主なできごと

### 2100年代
- 2102年 - 北極星（ポラリス）が天の北極に最も接近する[1]。

### 2110年代
- 2113年 - 冥王星が遠日点を通過する。
- 2114年6月3日 - 最大6分32秒にわたる日食がおこる。
- 2115年 - 日本の高速道路の借入金の返済期限[2]。
- 2117年12月11日 - 2012年以来105年ぶりに金星の太陽面通過が起こる。

### 2120年代
- 2123年9月14日 - 金星が木星と星食を起こす。
- 2125年12月8日 - 地球上からの金星の太陽面通過が起こる[3]。
- 2127年9月20日 - 日本では、中秋の名月の前日に皆既月食が起こる。

### 2130年代
- 2132年6月13日 - 最大6分55秒にわたる日食がおこる。これほど長い日食は、2009年7月22日以来123年ぶり。
- 2132年8月31日 - 5ケタで表される修正ユリウス日がこの日に9万9999日目を迎える。
- 2134年3月27日 - ハレー彗星が近日点を通過。
- 2138年 - ハレー彗星が接近。

### 2150年代
- 2150年6月25日 - 最大7分14秒にわたる日食がおこる。7分間以上継続する日食は、1973年6月30日以来177年ぶり[要出典]。

### 2160年代
- 2161年5月1日より - 34日間にわたる惑星直列がおこる。(前回は1817年6月5日から)
- 2168年7月5日 - 最大7分26秒にわたる日食がおこる。

### 2170年代
- 2177年 - 冥王星が1930年の発見以来太陽系を一周する[要出典]。

### 2180年代
- 2182年9月24日 - 直径560mの小惑星ベンヌが地球に接近。衝突確率0.28%[要出典]。
- 2185年3月29日 - 直径130mの小惑星2009 FDが地球に接近。衝突確率0.18%[要出典]。
- 2186年7月16日 - 7分29秒にわたる日食。これは理論上の最長時間に非常に近い。紀元前4000年から紀元後6000年の間の1万年間で最も長い日食となる[要出典]。

### 2200年代
- 2200年 - グレゴリオ暦に改暦して以来2回目となる平年の子年。